# 帯広市市歌
「帯広市市歌」（おびひろししか）は、日本の北海道帯広市が1952年（昭和27年）に制定した市歌である。作詞・外山雅一（名義上）、作曲・伊福部昭。

## 解説
1953年（昭和28年）の開基70周年・市制施行20周年を前に歌詞を一般公募し、伊福部昭に作曲を依頼したのち市議会の議決を受けて1952年（昭和27年）3月31日付で正式な市歌として制定された。
帯広市役所では毎週月曜日の昼休みに定時演奏を行っているのを始め、小学校3・4学年の社会科副読本や『おびひろくらしのガイド』で市歌の紹介欄を設けて普及を図っている。音楽プロデューサーの西耕一は、日本経済新聞への寄稿において伊福部昭の作品で特に感銘を受けた1曲としてこの「帯広市市歌」を挙げ「悲哀に満ちたメロディーを聴くたびに、北海道の厳しい大自然に身を置き、ゆったりと歩みを進める市民の姿がありありと浮かぶ」と述べた。
帯広市では1952年に制定した市歌の他、1972年（昭和47年）に市民愛唱歌として「光る風のなかに」、1981年（昭和56年）に“郷土の歌”として「おびひろラプソディー」をそれぞれ選定しており、3曲合わせて市の公式サイト上で紹介されている。

### 作詞者
作詞者の外山雅一に関しては制定当時から長らく「経歴不詳」とされて来たものの、制定から34年後の1986年（昭和61年）になり実作者が高橋 淳（たかはし じゅん、1925年 - 1951年）であったことが室蘭市に居住する高橋の遺族が帯広市役所を訪ねて遺稿集を寄贈したことにより判明した。
高橋は室蘭市出身で旧制室蘭中学校在学中に結核を患い、大学進学を断念して療養生活を送る傍ら「高橋銀河」のペンネームで詩作に取り組んでいた。戦前・戦中は日の目を見なかったが戦後になってからは懸賞公募で入賞する機会が増加し、遠軽高校の校歌を手掛けたのを始め1950年（昭和25年）には国家消防庁選定の愛唱歌「みどりの山河」に本名の「高橋淳」名義で入選し、西條八十の補作、古関裕而の作曲により日本コロムビアからレコード化された他、同年制定の「山梨県の歌」に佳作で入賞している。
遺族によると高橋は生前に帯広を訪れたことは無いが、雪印の社員で帯広の地理に詳しい「外山雅一」という人物が知人にいたのでその人物から聞いた市街のイメージを基に「帯広市市歌」の歌詞を書き上げ、名義を借りて応募したのではないかと推測されている。なお高橋は入選の報を知ることなく前年の1951年（昭和26年）に26歳で逝去しており、結果的に本曲が遺作となった。

## 音源
制定時にビクターレコードが服部正の編曲、柴田睦陸の歌唱によりレコードを製造している。B面収録曲は市丸と宇都美清の新民謡「帯広小唄」。
2016年（平成28年）10月には、ラッツパック・レコード発売のアルバム『伊福部昭の団体歌』でトラック2に河内春香歌唱のカバーが収録された。